# Dudowe Spady

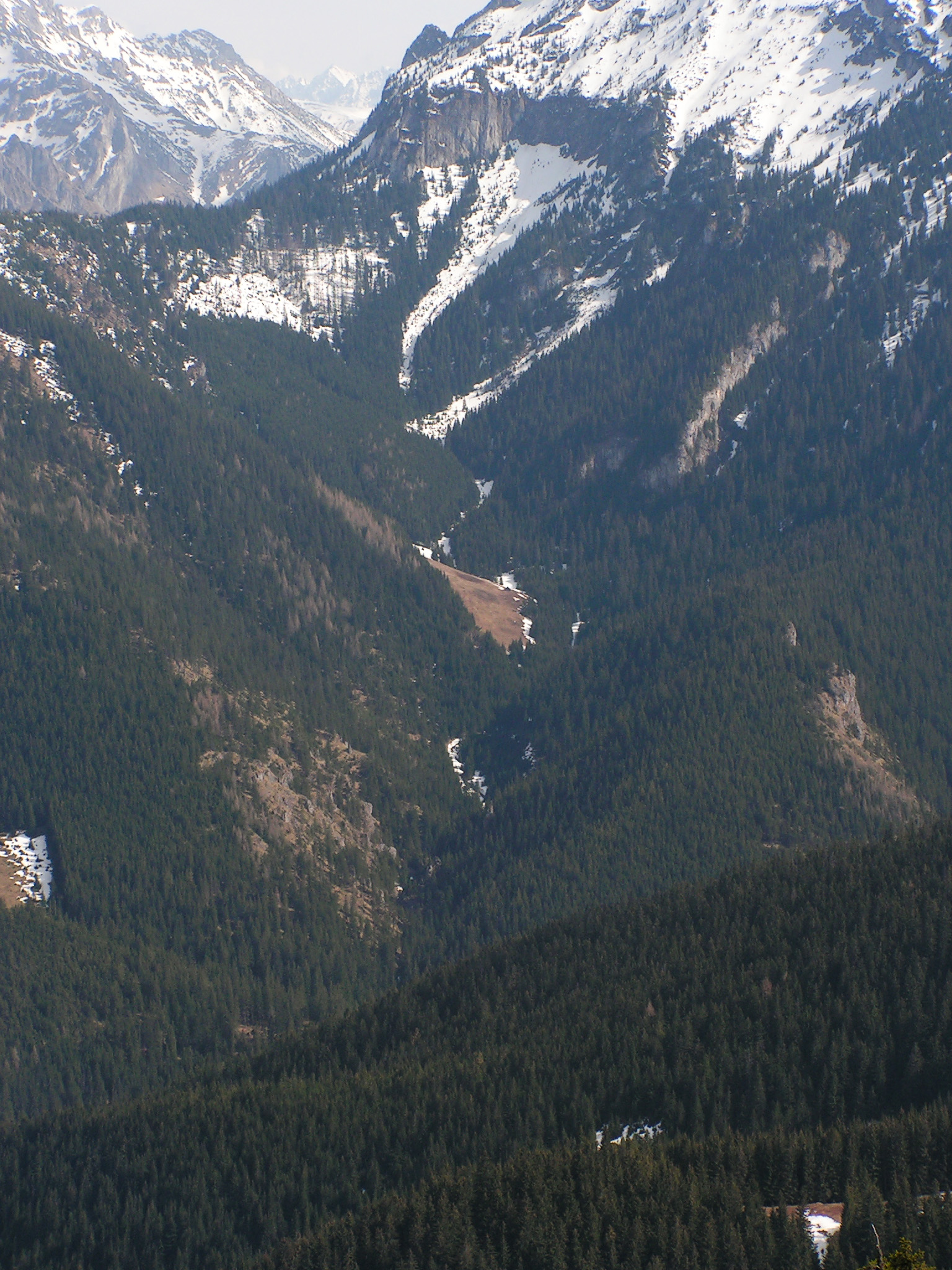
Dolina Dudowa. W głębi Kominiarski Wierch

Dudowe Spady – wysokie wapienne urwiska (pomiędzy Kościołem na zachodzie a Kufą na wschodzie) tworzące północne zbocze Kominiarskiego Wierchu opadające do Doliny Dudowej w Tatrach Zachodnich. Znajdują się w nich trzy otwory jaskini Dudowa Studnia oraz jaskinie: Schronisko Dudowe Górne i Schronisko Dudowe.